# 周恩来と池田大作の会見
周恩来と池田大作の会見（しゅうおんらいといけだだいさくのかいけん）は、1974年12月5日に行われた、中華人民共和国国務院総理・周恩来と創価学会会長だった池田大作の会見。

## 概要
当時、池田は同年5月に次ぐ二度目の訪中の最中であり、北京に滞在していた。12月5日の夜、周恩来が池田との会見を希望しているという要望が伝えられた。だがこの時の周恩来は癌で闘病中であったため、池田は一度は会見を固辞したが、周恩来の強い要望であるとの説得もあって会見に応じることとなり、池田は同行していた妻の池田香峯子とともに周恩来が入院していた病院に向かい、約30分間の会見が行われた。
周恩来は1960年代初めから創価学会は民衆の中から立ち上がった団体ということで着目しており、1968年に池田が発表した日中国交正常化提言も評価していた。また、周恩来は会見で池田に日中の未来を託したいと発言し、日中平和友好条約の締結に並々ならぬ執念を見せていた。なお、周恩来は医師にこの会見を行えば命の保証は無いと反対されていたものの、どんなことがあっても会わねばならないとして会見を実現させた。
この会見の翌年に中華人民共和国からの国費留学生が来日した際、日本で受け入れたのは、池田が1971年に創立した創価大学のみだった。池田は周総理が日本に留学したときには大学で学ぶ機会を得られずに苦労したため、このことに報いたいために留学生の身元保証や日常生活などに心を砕いた。そして創価大学の構内に桜の木を植え、日中友好と平和への願いをこめて「周桜」と名付けた。
2016年には8月28日から8月29日にかけて、周恩来と池田の会見を中心としたテレビ番組が中国中央電視台傘下のケーブルテレビで放送された。歴史認識や領土問題をめぐり日中関係は厳しい状況の中で極めて珍しい出来事であった。この番組の中で池田は「日中友好の重い責任を長年担ってきた功労者」であると持ち上げられた。
2019年8月21日には周恩来と池田の会見から45周年になるのを記念して、当時の会見の様子を書いた絵画を寄贈する式典が天津の周恩来鄧穎超紀念館で行われ、池田が創設した公明党の代表・山口那津男が党を代表して記念館に絵画を寄贈し、記念館の館長が受領した。